# Régis Jolivet
Pour les articles homonymes, voir Jollivet et Jolivet.
Régis Jolivet, né à Lyon 2e le 8 novembre 1891 et mort à Lyon 5e le 4 août 1966, est un philosophe français et un prêtre catholique. Il a fondé en 1932 la faculté de philosophie de l'université catholique de Lyon. Il est l'auteur de plusieurs ouvrages consacrés à l'existentialisme chrétien.

## Biographie
Ordonné prêtre en 1914, il est mobilisé au cours de la Première Guerre mondiale, après laquelle il reprend ses études. Il est docteur en philosophie des facultés catholiques de Lyon en 1921 puis docteur ès lettres en 1929, avec une thèse intitulée La notion de substance. Essai historique et critique sur le développement des doctrines, d'Aristote à nos jours., pour laquelle il reçoit en 1930 le prix Charles-Lévêque de l'Académie des sciences morales et politiques. Il consacre par la suite sa vie à la recherche et à l'enseignement de la philosophie et de la théologie, principalement à l'université catholique de Lyon.

## Œuvres
- Essai sur le bergsonisme, 1931
- Saint Augustin et le néoplatonisme chrétien, 1932

- Prix Bordin de l’Académie française en 1933
- Le thomisme et la critique de la connaissance, 1933
- Dieu Soleil des esprits. La doctrine augustinienne de l'illumination, 1934
- L'Intuition Intellectuelle et le Problème de la Métaphysique, 1934
- Cours de philosophie, 1937
- Traité de philosophie en 4 tomes, Éditeur Emmanuel Vitte, de 1939 à 1942 : 
  - I. Introduction générale. Logique. Cosmologie.
  - II. Psychologie, 1940.
  - III. Métaphysique générale. Critique de la connaissance. Théologie naturelle.
  - IV. Philosophie de l’Art. Morale.
- Introduction à Kierkegaard, 1946
- Les doctrines existentialistes de Kierkegaard à J.-P. Sartre, 1948
- Introduction à Rosmini, 1954
- Aux sources de l'existentialisme chrétien. Kierkegaard, 1958
- Sartre ou la théologie de l'absurde, 1965
- essai sur les rapports entre la pensée grecque et la pensée chrétienne 1955